# Выборы губернатора Амурской области (2018)
Досрочные выборы губернатора Амурской области, в соответствии с постановлением Законодательным собранием Амурской области состоялись 9 сентября 2018 года, одновременно с Единым днём голосования. Согласно Уставу Амурской области, глава субъекта Российской Федерации избирался на пятилетний срок гражданами Российской Федерации, проживающими на территории области, путём всеобщего и тайного голосования.
До участия в выборах Избирательной комиссией Амурской области было допущено четыре кандидата: Наталья Глазкова (выдвинута Народной партией «За женщин России»), Сергей Левицкий (выдвинут «Справедливой Россией»), Василий Орлов (выдвинут «Единой Россией»), Татьяна Ракутина (выдвинута КПРФ).
По данным Избирательной комиссии Амурской области, победу в первом туре одержал временно исполняющий обязанности губернатора Амурской области Василий Орлов с результатом 55,60 % голосов от принявших участие в голосовании. Сенатором от исполнительной власти Амурской области был назначен Иван Абрамов.

## Предшествующие события
18 мая 2018 года, Указом Президента России Владимира Путина, действующий глава области Александр Козлов, избранный на прямых выборах в 2015 году, освобождён от должности по собственному желанию и назначен Министром Российской Федерации по развитию Дальнего Востока.
30 мая 2018 года, Указом Президента России Владимира Путина, временно исполняющим обязанности губернатора назначен Василий Орлов.

## Ключевые даты
- 8 июня Законодательное собрание Амурской области назначило выборы на единственно возможную дату — 9 сентября 2018 года (единый день голосования)[2]. 14 июня решение было опубликовано — официально началась избирательная кампания.[9].
  - следующие 3 дня — опубликование расчёта числа подписей, необходимых для регистрации кандидата
  - следующие 30 дней, с 15 июня по 15 июля — период выдвижения кандидатов. Агитационный период начинается со дня выдвижения кандидата и прекращается за одни сутки до дня голосования
- Со дня представления в избирательную комиссию Амурской области заявления кандидата о согласии баллотироваться по 25 июля — период сбора подписей муниципальных депутатов и регистрация заявлений кандидатов в избирательной комиссии.
- 25 июля — публикация списка зарегистрированных кандидатов.
- с 11 августа по 7 сентября — период агитации в СМИ.
- с 21 августа по 8 сентября — период досрочного голосования.
- Не позднее 3 сентября, а в случае наличия вынуждающих к тому обстоятельств — не позднее 7 сентября — реализация права кандидата снять свою кандидатуру.
- 8 сентября — «день тишины».
- 9 сентября — день голосования.

## Процедура выдвижения кандидатов

### Право выдвижения
Губернатором Амурской области согласно уставу может быть избран гражданин Российской Федерации достигший возраста 30 лет.
В Амурской области кандидаты выдвигаются только политическими партиями, имеющими в соответствии с федеральными законами право участвовать в выборах. Самовыдвижение не допускается.
У кандидата не должно быть гражданства иностранного государства либо вида на жительство в какой-либо иной стране.

### Муниципальный фильтр
Претенденту на должность кандидата нужно собрать и представить в комиссию не менее 199 подписей депутатов представительных органов и (или) глав муниципальных образований.

### Кандидаты в Совет Федерации
С декабря 2012 года действует новый порядок формирования Совета Федерации. Так каждый кандидат на должность губернатора при регистрации должен представить список из трёх человек, первый из которых, в случае избрания кандидата, станет сенатором в Совете Федерации от правительства региона.

## Ход выдвижения кандидатов политическими партиями

### «Единая Россия»
7 июня 2018 года партия «Единая Россия» начала процедуру праймериз по выдвижению кандидата от партии на предстоящих выборах. В утверждённый список кандидатов вошло три участника:
- Василий Орлов — врио губернатора.
- Юрий Кушнарь — заместитель председателя Законодательного собрания Амурской области.
- Вячеслав Логинов — председатель комитета Законодательного собрания Амурской области по вопросам законодательства, местного самоуправления и регламенту.

Членом «Единой России» являлся на тот момент только Орлов, двое остальных претендентов являлись только сторонниками партии.
В течение трех недель кандидаты вели агитацию среди членов «Единой России». По регламенту, претенденты обязаны были встретиться не меньше чем с половиной секретарей первичных и местных отделений партии. Все три претендента выполнили данную задачу.
Победу одержал Орлов, которого на региональной конференции 28 июня 2018 года поддержало 126 делегатов (94,03 % от 134 принявших участие в конференции). Логинова поддержало 5 делегатов, а Кушнаря — 3. Тем самым кандидатом от партии стал врио губернатора Амурской области.

### «За женщин России»
29 июня 2018 года региональное отделение «За женщин России» провела конференцию, на которой делегатом выдвинули кандидатом своего руководителя Наталью Глазкову.

### КПРФ
По заверениям первого секретаря Амурского обкома КПРФ и участника двух прошлых выборов губернатора Романа Кобызова, что областное отделение партии обсуждало возможных претендентов на губернаторскую должность из числа депутатов Государственной Думы от КПРФ, дальневосточных и амурских общественно-политических активистов и в итоге было принято решение остановиться на единственной кандидатуре помощника депутата Законодательного собрания Амурской области и депутата Благовещенского районного Совета народных депутатов Татьяны Ракутиной.
Её кандидатура была рассмотрена на отчетно-выборной конференции амурского областного отделения КПРФ 23 июня 2018 года, по результатам которой Ракутина была выдвинута 53 из 57 голосами делегатов конференции.

### «Справедливая Россия»
22 июня 2018 года амурские справороссы единогласным решением делегатов партийной конференции выдвинули заместителя министра внешнеэкономических связей, туризма и предпринимательства Амурской области Сергея Левицкого

### Ситуация с кандидатом от ЛДПР
Принявшее участие в двух прошлых выборах губернатора региона после восстановления прямых выборов губернатора в 2012 году амурское региональное отделение ЛДПР не стало выдвигать своего кандидата на пост главы региона. В начале июня 2018 года участник вышеуказанных избирательных гонок Иван Абрамов (на выборах 2015 года занял второе место, получив поддержку 28,30 % избирателей) согласился занять кресло в Совете Федерации в случае победы врио губернатора Василия Орлова на этих выборах, войдя тем самым впоследствии в список трёх предлагаемых главой области сенаторов.

## Кандидаты
С 15 июня по 15 июля 2018 года в избирком Амурской области поступили документы, связанных с выдвижением кандидатов на должность губернатора субъекта РФ, от 4 субъектов выдвижения (политических партий). В итоге, к выборам были допущено все четыре кандидата, прошедшие «муниципальный фильтр» (выделены в следующей таблице жирным шрифтом):
| Выдвинутые кандидаты | Выдвинутые кандидаты                                                                                       | Выдвинутые кандидаты  | Выдвинутые кандидаты            | Выдвинутые кандидаты | Выдвинутые кандидаты | Выдвинутые кандидаты | Выдвинутые кандидаты        |
| Кандидат             | Должность/должность (на момент выдвижения)                                                                 | Субъект выдвижения    | Подписи (собрано / достоверных) | Статус               | Дата выдвижения      | Дата регистрации     | Кандидаты в Совет Федерации |
| -------------------- | --- | --------------------- | ------------------------------- | -------------------- | -------------------- | -------------------- | --------------------------- |
| Наталья Глазкова     | Специалист по работе с архивом службы делопроизводства амурского регионального филиала АО «Россельхозбанк» | «За женщин России»    | 207/203                         | Зарегистрирована     | 29 июня 2018         | 31 июля 2018         | Ирина Андриенко             |
| Наталья Глазкова     | Специалист по работе с архивом службы делопроизводства амурского регионального филиала АО «Россельхозбанк» | «За женщин России»    | 207/203                         | Зарегистрирована     | 29 июня 2018         | 31 июля 2018         | Раиса Копырина              |
| Наталья Глазкова     | Специалист по работе с архивом службы делопроизводства амурского регионального филиала АО «Россельхозбанк» | «За женщин России»    | 207/203                         | Зарегистрирована     | 29 июня 2018         | 31 июля 2018         | Юлия Щетинина               |
| Сергей Левицкий      | Заместитель министра внешнеэкономических связей, туризма и предпринимательства Амурской области            | «Справедливая Россия» | 208/205                         | Зарегистрирован      | 22 июня 2018         | 31 июля 2018         | Игорь Марьин                |
| Сергей Левицкий      | Заместитель министра внешнеэкономических связей, туризма и предпринимательства Амурской области            | «Справедливая Россия» | 208/205                         | Зарегистрирован      | 22 июня 2018         | 31 июля 2018         | Роман Мосеев                |
| Сергей Левицкий      | Заместитель министра внешнеэкономических связей, туризма и предпринимательства Амурской области            | «Справедливая Россия» | 208/205                         | Зарегистрирован      | 22 июня 2018         | 31 июля 2018         | Светлана Поносова           |
| Василий Орлов        | Временно исполняющий обязанности губернатора Амурской области                                              | «Единая Россия»       | 208/208                         | Зарегистрирован      | 28 июня 2018         | 31 июля 2018         | Иван Абрамов                |
| Василий Орлов        | Временно исполняющий обязанности губернатора Амурской области                                              | «Единая Россия»       | 208/208                         | Зарегистрирован      | 28 июня 2018         | 31 июля 2018         | Александр Суворов           |
| Василий Орлов        | Временно исполняющий обязанности губернатора Амурской области                                              | «Единая Россия»       | 208/208                         | Зарегистрирован      | 28 июня 2018         | 31 июля 2018         | Артём Шейкин                |
| Татьяна Ракутина     | Помощник депутата Законодательного собрания Амурской области                                               | КПРФ                  | 204/200                         | Зарегистрирована     | 23 июня 2018         | 31 июля 2018         | Роман Кобызов               |
| Татьяна Ракутина     | Помощник депутата Законодательного собрания Амурской области                                               | КПРФ                  | 204/200                         | Зарегистрирована     | 23 июня 2018         | 31 июля 2018         | Андрей Мирошин              |
| Татьяна Ракутина     | Помощник депутата Законодательного собрания Амурской области                                               | КПРФ                  | 204/200                         | Зарегистрирована     | 23 июня 2018         | 31 июля 2018         | Марина Михайлова            |

## Хроника
- 8 июня 2018 года — Законодательное собрание Амурской области назначило выборы на единственно возможную дату — 9 сентября 2018 года (единый день голосования)[2].
- 14 июня 2018 года — решение было опубликовано, фактически началась избирательная кампания[9].
- 22 июня 2018 года — конференция регионального отделения партии «Справедливая Россия» выдвинула для регистрации кандидатом в губернаторы Сергея Левицкого[16].
- 23 июня 2018 года — конференция регионального отделения партии КПРФ выдвинула для регистрации кандидатом в губернаторы Татьяну Ракутину[15].
- 28 июня 2018 года — конференция регионального отделения партии «Единая Россия» по результатам внутрипартийного голосования выдвинула для регистрации кандидатом в губернаторы Василия Орлова[13].
- 29 июня 2018 года — конференция регионального отделения партии «За женщин России» выдвинула для регистрации кандидатом в губернаторы Наталью Глазкову.
- 30 июня 2018 года — Наталья Глазкова подала документы в избирком Амурской области для регистрации кандидатом в губернаторы[14].
- 4 июля 2018 года — Сергей Левицкий подал документы в избирком Амурской области для регистрации кандидатом в губернаторы[20].
- 9 июля 2018 года — Василий Орлов подал документы в избирком Амурской области для регистрации кандидатом в губернаторы[21].
- 10 июля 2018 года — Татьяна Ракутина подала документы в избирком Амурской области для регистрации кандидатом в губернаторы[22].
- В полночь с 15 на 16 июля 2018 года (UTC+6) истёк срок приёма документов от кандидатов. Таким образом амурский избирком получил заявления на участие в выборах от четырёх партий[23].
- 31 июля 2018 года — все четыре выдвинутых кандидата были зарегистрированы[19].
- 21 августа 2018 года — начало периода «досрочного голосования» (на отдалённых территориях Сковородинского, Магдагачинского, Селемджинского, Зейского, Тындинского, Мазановского, Шимановского, Свободненского районов)[24].

## Социология
| Дата             | Источник   | Орлов | Левицкий | Ракутина | Глазкова | Воздержались |
| ---------------- | ---------- | ----- | -------- | -------- | -------- | ------------ |
|                  |            |       |          |          |          |              |
| 9 — 14 июля 2018 | Чёрный Куб | 18 %  | 4 %      | 3 %      | 0,7 %    | 74 %         |

## Результаты
По данным Избирательной комиссии Амурской области, победу одержал временно исполняющий обязанности губернатора Амурской области Василий Орлов.
| Место                                                                                        | Место                                              | Кандидат                                           | Голосов    | %      |
| -------------------------------------------------------------------------------------------- | -------------------------------------------------- | -------------------------------------------------- | ---------- | ------ |
|                                                                                              | 1.                                                 | Орлов, Василий Александрович                       | 108 245    | 55,60  |
|                                                                                              | 2.                                                 | Ракутина, Татьяна Анатольевна                      | 51 715     | 26,56  |
|                                                                                              | 3.                                                 | Левицкий, Сергей Владимирович                      | 15 307     | 7,86   |
|                                                                                              | 4.                                                 | Глазкова, Наталья Николаевна                       | 11 467     | 5,89   |
| Число недействительных бюллетеней                                                            | Число недействительных бюллетеней                  | Число недействительных бюллетеней                  | 7944       | 4,08   |
| Критерий                                                                                     | Критерий                                           | Критерий                                           | Количество | %      |
| Действительные и недействительные бюллетени                                                  |                                                    |                                                    |            |        |
| Число действительных бюллетеней                                                              | Число действительных бюллетеней                    | Число действительных бюллетеней                    | 186 734    | 95,92  |
| Число недействительных бюллетеней                                                            | Число недействительных бюллетеней                  | Число недействительных бюллетеней                  | 7944       | 4,08   |
| Принявшие участие в голосовании и число избирателей                                          |                                                    |                                                    |            |        |
| Число избирателей, принявших участие в голосовании                                           | Число избирателей, принявших участие в голосовании | Число избирателей, принявших участие в голосовании | 194 678    | 100,00 |
| Число включённых в список избирателей                                                        | Число включённых в список избирателей              | Число включённых в список избирателей              | 623 185    | 100,00 |
| Бюллетени                                                                                    |                                                    |                                                    |            |        |
| Число бюллетеней, выданных на участке                                                        | Число бюллетеней, выданных на участке              | Число бюллетеней, выданных на участке              | 174 886    | 89,80  |
| Число бюллетеней, выданных вне участка                                                       | Число бюллетеней, выданных вне участка             | Число бюллетеней, выданных вне участка             | 17 950     | 9,22   |
| Число бюллетеней, выданных досрочно                                                          | Число бюллетеней, выданных досрочно                | Число бюллетеней, выданных досрочно                | 1916       | 0,98   |
| Число выданных бюллетеней                                                                    | Число выданных бюллетеней                          | Число выданных бюллетеней                          | 194 752    | 100,00 |
| Принявшие участие в выборах (явка избирателей) и голосовании (% от общего числа избирателей) |                                                    |                                                    |            |        |
| Число избирателей, принявших участие в выборах                                               | Число избирателей, принявших участие в выборах     | Число избирателей, принявших участие в выборах     | 194 752    | 31,25  |
| Число избирателей, принявших участие в голосовании                                           | Число избирателей, принявших участие в голосовании | Число избирателей, принявших участие в голосовании | 194 678    | 31,24  |

### Разброс по муниципальным образованиям
- Явка избирателей по муниципальным образованиям области составила от 23,43 % (Благовещенск) до 63,36 % (Шимановский район).
- Василий Орлов получил наибольшее число голосов избирателей во всех муниципальных образованиях. Его результат в относительном выражении колебался от 41,36 % (Зея) до 70,93 % (Тындинский район) голосов от принявших участие в голосовании.
- Татьяна Ракутина получила второй результат во всех муниципальных образованиях. Её результат в относительном выражении колебался от 14,38 % (Тындинский район) до 36,10 % (Райчихинск) голосов от принявших участие в голосовании.
- Сергей Левицкий получил третий результата в 24 из 29 муниципальных образований, а в 5 из 29 — четвёртый. Его результат колебался от 5,46 % (Шимановск) до 10,25 % (Циолковский) голосов от принявших участие в голосовании.
- Наталья Глазкова получила четвёртый результата в 24 из 29 муниципальных образований, а в 5 из 29 — третий. Его результат колебался от 3,40 % (Благовещенск) до 8,90 % (Зейский район) голосов от принявших участие в голосовании.
- Показатель недействительных бюллетеней по области колебался от 2,27 % (Тындинский район) до 6,43 % (Зея).

| АТЕ                    | Явка (в %) | Василий Орлов | Василий Орлов | Татьяна Ракутина | Татьяна Ракутина | Сергей Левицкий | Сергей Левицкий | Наталья Глазкова | Наталья Глазкова | Недействительные бюллетени | Недействительные бюллетени |
| АТЕ                    | Явка (в %) | Голосов       | %             | Голосов          | %                | Голосов         | %               | Голосов          | %                | Кол-во                     | %                          |
| ---------------------- | ---------- | ------------- | ------------- | ---------------- | ---------------- | --------------- | --------------- | ---------------- | ---------------- | -------------------------- | -------------------------- |
| Архаринский район      | 33,42      | 2606          | 61,56         | 914              | 21,59            | 257             | 6,07            | 289              | 6,83             | 179                        | 3,95                       |
| Бурейский район        | 30,90      | 2934          | 50,07         | 1889             | 32,24            | 469             | 8,00            | 383              | 6,54             | 185                        | 3,16                       |
| Райчихинск             | 27,04      | 2178          | 47,50         | 1655             | 36,10            | 296             | 6,46            | 302              | 6,59             | 154                        | 3,36                       |
| Прогресс               | 24,40      | 1291          | 48,19         | 913              | 34,08            | 196             | 7,32            | 132              | 4,93             | 147                        | 5,49                       |
| Михайловский район     | 38,94      | 2401          | 55,90         | 1326             | 30,87            | 253             | 5,89            | 189              | 4,40             | 126                        | 2,93                       |
| Завитинский район      | 30,95      | 2121          | 54,74         | 1047             | 27,02            | 291             | 7,51            | 239              | 6,17             | 177                        | 4,57                       |
| Октябрьский район      | 40,70      | 3645          | 61,14         | 1274             | 21,37            | 409             | 6,86            | 408              | 6,84             | 226                        | 3,79                       |
| Ромненский район       | 52,07      | 2624          | 67,61         | 641              | 16,52            | 311             | 8,01            | 178              | 4,59             | 127                        | 3,27                       |
| Константиновский район | 42,69      | 2651          | 60,90         | 1050             | 24,12            | 256             | 5,88            | 236              | 5,42             | 160                        | 3,68                       |
| Тамбовский район       | 35,97      | 4179          | 64,42         | 1432             | 22,07            | 373             | 5,75            | 295              | 4,55             | 127                        | 3,21                       |
| Благовещенск           | 23,43      | 21 897        | 55,79         | 10 996           | 28,02            | 3701            | 9,43            | 1335             | 3,40             | 1321                       | 3,37                       |
| Благовещенский район   | 28,06      | 3439          | 58,17         | 1452             | 24,56            | 513             | 8,68            | 310              | 5,24             | 198                        | 3,35                       |
| Ивановский район       | 35,90      | 3892          | 58,49         | 1636             | 24,59            | 447             | 6,72            | 369              | 5,55             | 310                        | 4,26                       |
| Белогорск              | 23,50      | 6178          | 49,83         | 3394             | 27,38            | 1200            | 9,68            | 1040             | 8,39             | 586                        | 4,73                       |
| Белогорский район      | 36,15      | 3 192         | 63,12         | 991              | 19,60            | 349             | 6,90            | 324              | 6,41             | 201                        | 3,97                       |
| Серышевский район      | 40,56      | 4378          | 58,33         | 1733             | 23,09            | 558             | 7,43            | 531              | 7,07             | 306                        | 4,08                       |
| Свободный              | 31,07      | 6535          | 51,80         | 3694             | 29,28            | 963             | 7,63            | 773              | 6,13             | 652                        | 5,17                       |
| Свободненский район    | 54,85      | 2849          | 57,56         | 1075             | 21,72            | 369             | 7,45            | 404              | 8,16             | 253                        | 5,11                       |
| Циолковский            | 52,45      | 897           | 53,14         | 384              | 22,75            | 173             | 10,25           | 137              | 8,12             | 97                         | 5,74                       |
| Шимановск              | 33,69      | 2614          | 51,93         | 1738             | 34,53            | 275             | 5,46            | 265              | 5,26             | 142                        | 2,82                       |
| Шимановский район      | 66,36      | 1804          | 62,79         | 564              | 19,63            | 213             | 7,41            | 177              | 6,16             | 115                        | 4,00                       |
| Мазановский район      | 38,28      | 2315          | 61,23         | 810              | 21,42            | 249             | 6,59            | 260              | 6,88             | 147                        | 3,89                       |
| Магдагачинский район   | 26,89      | 2324          | 49,89         | 1407             | 30,21            | 379             | 8,14            | 303              | 6,50             | 245                        | 5,26                       |
| Сковородинский район   | 28,42      | 3558          | 59,13         | 1394             | 23,17            | 460             | 7,65            | 367              | 6,10             | 238                        | 3,96                       |
| Селемджинский район    | 33,61      | 1431          | 52,11         | 762              | 27,75            | 218             | 7,94            | 223              | 8,12             | 112                        | 4,08                       |
| Зея                    | 31,67      | 2534          | 41,68         | 2167             | 35,64            | 541             | 8,90            | 447              | 7,35             | 391                        | 6,43                       |
| Зейский район          | 42,93      | 2857          | 51,78         | 1396             | 25,30            | 515             | 9,33            | 491              | 8,90             | 259                        | 4,69                       |
| Тында                  | 34,63      | 4224          | 46,38         | 3029             | 33,26            | 653             | 7,17            | 657              | 7,21             | 544                        | 5,97                       |
| Тындинский район       | 65,55      | 4697          | 70,93         | 952              | 14,38            | 420             | 6,34            | 403              | 6,09             | 150                        | 2,27                       |
| Всего                  | 31,25      | 108 245       | 55,60         | 51 715           | 26,56            | 15 307          | 7,86            | 11 467           | 5,89             | 7944                       | 4,08                       |

## Инаугурация
Церемония инаугурации (вступления в должность губернатора) Василия Орлова состоялась 27 сентября 2018 года в Амурском областном театре драмы. Председатель Избирательной комиссии Амурской области Николай Неведомский вручил удостоверение избранного губернатора.

## Cм. также
- Выборы глав субъектов Российской Федерации в 2018 году
- Единый день голосования 9 сентября 2018 года